# Blackfriars (Londres)
Blackfriars és un barri del districte de Ciutat de Londres (la City) del Gran Londres, Anglaterra (Regne Unit).
El nom va ser utilitzat per primera vegada el 1317 com Black Freres -negres frares- per la capa dels frares dominicans. El lloc va ser utilitzat per les grans ocasions d'estat, incloses les reunions del Parlament i el Consell Privat, així com la ubicació per a una audiència de divorci en 1529 de Caterina d'Aragó i Enric VIII.
Les parts més antigues de Blackfriars s'han fet servir com escena de rodatge en cinema i televisió, sobretot per les pel·lícules i sèries d'època victoriana, en particular Sherlock Holmes, David Copperfield.